# Lijst van hoogste gebouwen van Antwerpen
De lijst van hoogste gebouwen van Antwerpen bevat een overzicht van de hoogste gebouwen hoger dan 70 meter.
|    | Naam                        | Hoogte    | Voltooid | Verdiepingen | Afbeelding                                  |
| -- | --------------------------- | --------- | -------- | ------------ | ------------------------------------------- |
| 1  | Onze-Lieve-Vrouwekathedraal | 124,925 m | 1521     |              | Onze-Lieve-Vrouwekathedraal (Antwerpen)     |
| 2  | Antwerp Tower               | 100,7 m   | 1974     | 25           | Antwerp Tower na ophoging                   |
| 3  | Boerentoren                 | 97 m      | 1932     | 26           | Boerentoren                                 |
| 4  | ZNA Cadix                   | 88 m      | 2023     | 19           | ZNA Cadix                                   |
| 5  | Sint Willibrorduskerk       | 84 m      | 1891     |              | Antwerpen-Noord en de Sint-Willibrorduskerk |
| 6  | Doktoren Woontoren 1        | 81 m      | 2022     | 23           | Doktoren Woontoren 1                        |
| 7  | Chicagoblok (Europark)      | 81 m      | 1970     | 27           | het Chicagoblok                             |
| 8  | Zuiderzicht                 | 80 m      | 2021     | 26           | woontoren Zuiderzicht                       |
| 9  | Zicht                       | 80 m      | 2022     | 24           | woontoren Zicht                             |
| 10 | Scheldehof                  | 80 m      | 2023     | 24           |                                             |
| 11 | Scheldezicht                | 80 m      | 2020     | 24           | Scheldezicht                                |
| 12 | Parktoren                   | 79 m      | 2014     | 22           | Parktoren                                   |
| 13 | London Tower                | 76,6 m    | 2010     | 22           | London Tower                                |
| 14 | Theater Building            | 76 m      | 1969     | 21           |                                             |
| 15 | Lichttoren                  | 75 m      | 2014     | 22           |                                             |
| 16 | Centraal Station            | 75 m      | 1905     |              | Centraal Station                            |
| 17 | Silvertop Towers            | 71 m      | 1978     | 20           |                                             |
| 18 | Riverside Tower             | 71 m      | 1972     | 25           |                                             |
| 19 | Panorama Tower              | 70 m      | 1971     |              |                                             |
| 20 | Politietoren                | 70 m      | 1967     |              | Politietoren (2011)                         |
| 21 | Sint-Michielskerk           | 70 m      | 1897     |              | Sint-Michiel en Sint-Petruskerk             |